# Герб Волчанска
Герб Волчанска (укр. Герб Вовчанська) — один из официальных символов города Волчанска Харьковской области Украины.

## Описание
24 марта 1999 года решением № 76 VI сессии городского совета Волчанска XXIII созыва были утверждены герб и флаг города. Автор — А. Б. Гречило.
Щит пересечён золотом и лазурью. В первой части герб Харьковской области Во второй — серебряный волк с червлёными глазами и языком, бегущий по зелёной выгнутой оконечности. Щит обрамлён декоративным картушем и увенчан городской короной. Герб реконструирован на основе городского герба 1781 года. Верхнее поле указывает на нахождение города в Харьковской области, волк является гласным символом.

## История
В 1780 году Волчанск стал городом Харьковской губернии Российской империи. В 1781 году указом императрицы Екатерины II были утверждены гербы новых городов Харьковской губернии, среди них герб Волчанска: «В верхней части щита герб Харьковский. В нижней — бегущий волк в голубом поле, означающий имя сего города».
В 1863 году барон Б. В. Кёне составил проект герба Волчанска: в лазоревом щите серебряный скачущий волк с червлёными глазами и языком, в вольной части щита герб Харьковской губернии; щит увенчан серебряной башенной короной и окружён золотыми колосьями, соединенными Александровской лентой. Данный герб утверждён не был.
- Герб города с официальным описанием. 1781. Гербовник Винклера
- Оригинал герба на карте города 1787 года
- Герб на современном флаге Волчанска